# Zoya Akhtar
Zoya Akhtar (Mumbai, 14 ottobre 1972) è una regista e sceneggiatrice indiana.

## Biografia
È figlia dell'attivista, poeta, paroliere e sceneggiatore Javed Akhtar e dell'attrice e sceneggiatrice Honey Irani. Inoltre è sorella del regista, attore, produttore e sceneggiatore Farhan Akhtar.

## Filmografia parziale
- Luck by Chance (2009)
- Zindagi Na Milegi Dobara (2011)
- Talaash (2012) - solo sceneggiatura
- Bombay Talkies (2013)
- Amore in alto mare (Dil Dhadakne Do) (2015)
- Lust Stories (2018)
- Gully Boy (2019)
- Ghost Stories (2020)

## Premi
- Annual Central European Bollywood Awards, India
  - 2012: "Best Director" (Zindagi Na Milegi Dobara)
- Asian Academy Creative Awards
  - 2019: "Best Feature Film" (Gully Boy)
- International Indian Film Academy Awards
  - 2012: "Best Story" (Zindagi Na Milegi Dobara), "Best Director" (Zindagi Na Milegi Dobara), "Best Screenplay" (Zindagi Na Milegi Dobara)
- Bucheon International Fantastic Film Festival
  - 2019: "Best Asian Film" (Gully Boy)
- ETC Bollywood Business Awards
  - 2020: "The 100 Crore Club" (Gully Boy)
- Filmfare Awards
  - 2010: "Best Debut Director" (Luck by Chance)
  - 2012: "Best Director" (Zindagi Na Milegi Dobara), "Best Film - Critics" (Zindagi Na Milegi Dobara), "Best Film" (Zindagi Na Milegi Dobara)
  - 2020: "Best Director" (Gully Boy), "Best Screenplay" (Gully Boy), "Best Film" (Gully Boy), "Best Music Album" (Gully Boy)
- GQ Awards, India
  - 2019: "Creative powerhouse"
- Indian Film Festival Of Melbourne
  - 2019: "Best Film" (Gully Boy)
- Indian Television Academy Awards, India
  - 2019: "Best Director - Web Series" (Made in Heaven)
- Jagran Film Festival
  - 2019: "Best Writing" (Gully Boy)
- Palm Springs International Film Festival
  - 2020: "Best of the Fest Audience Vote" (Gully Boy)
- Screen Awards
  - 2020: "Best Director" (Gully Boy), "Best Film" (Gully Boy)
- Zee Cine Awards
  - 2012: "Best Film" (Zindagi Na Milegi Dobara), "Best Film" (Gully Boy), "Best Director" (Gully Boy)